# Ігор Ярославич
Ігор Ярославич (бл. 1036–1060) — князь володимирський (1054—1057), смоленський (1057—1060), син Великого князя Київського Ярослава Мудрого та шведської принцеси Інгігерди, онук Володимира Великого. Раніше вважалося, що був одружений з німецькою принцесою Кунігундою, графинею Орламюндською (сучасні генеалоги вважають, що її чоловіком був князь Ярополк Ізяславич). Батько князів Давида Ігоровича, одного із найвідоміших учасників князівських усобиць, та Всеволода Ігоровича.
Згідно літопису, був похований в «теремці», тобто в башні, яка й сьогодні називається «Червоним теремом» чернігівського Спасо-Преображенського собору.

## Родина
- Батько: Ярослав I Мудрий
- Мати: Інгігерда
- Брати:

- Ілля — зведений брат
- Володимир
- Ізяслав
- Святослав
- Всеволод
- В'ячеслав

- Сестри:
- Дружини:

- невідома (раніше вважалося, що це Кунігунда фон Орламюнде)

- Сини:

- Давид
- Всеволод — у 1084 згадується як князь в Дорогобужі